# Дингбош (Непал)
Дингбош (27°53′СГШ, 86°49′ИГД) је село Шерпаса у региону Кумбу на североистоку Непала у долини Чукунг. Његова популација процењена је на око 200 становника у 2011. години. Налази се на надморској висини од 4.410 m (14.470 стопа). Највише је стално насељено место у Непалу.
Дингбош је популарна станица за планинаре и алпинисте који се крећу ка Монт Евересту.